# ハリケーン・アンドリュー
ハリケーン・アンドリュー（Hurricane Andrew）は、1992年にアメリカ合衆国に大きな被害をもたらしたハリケーン。上陸時にも「カテゴリー5」に分類される強い勢力を維持していた。1992年のハリケーンシーズンの中で最初に命名されたハリケーンでもある。

## 概要
アンドリューはバハマ北西部、続いてフロリダ州南部のマイアミ、ルイジアナ州南西部のMorgan Cityを襲った。フロリダ州南部を中心に265億ドルの経済被害を生じた。上陸時の気圧はアメリカ史上4番目に低い値を示し、経済損失は2005年にハリケーン・カトリーナに抜かれるまでアメリカ史上最大であった。死者は65人。
なおこの年にはカテゴリー4のハリケーン・イニキがハワイ州を襲っている。

## 気象学的経緯
8月14日、偏東風によるtropical waveがアフリカ沖から離れ、気圧の尾根の影響を受けてtropical waveはすぐに西向きとなる。対流域はtropical waveの軸に沿ってカーボベルデの南へ進んだ。8月15日には気象学者がDvorak techniqueを用いて解析を始めた。雷雨活動はより局所的になり、渦状の降雨帯も発達した。8月16日にはバルバドスの東南東2600kmの場所にあったと推定されている。

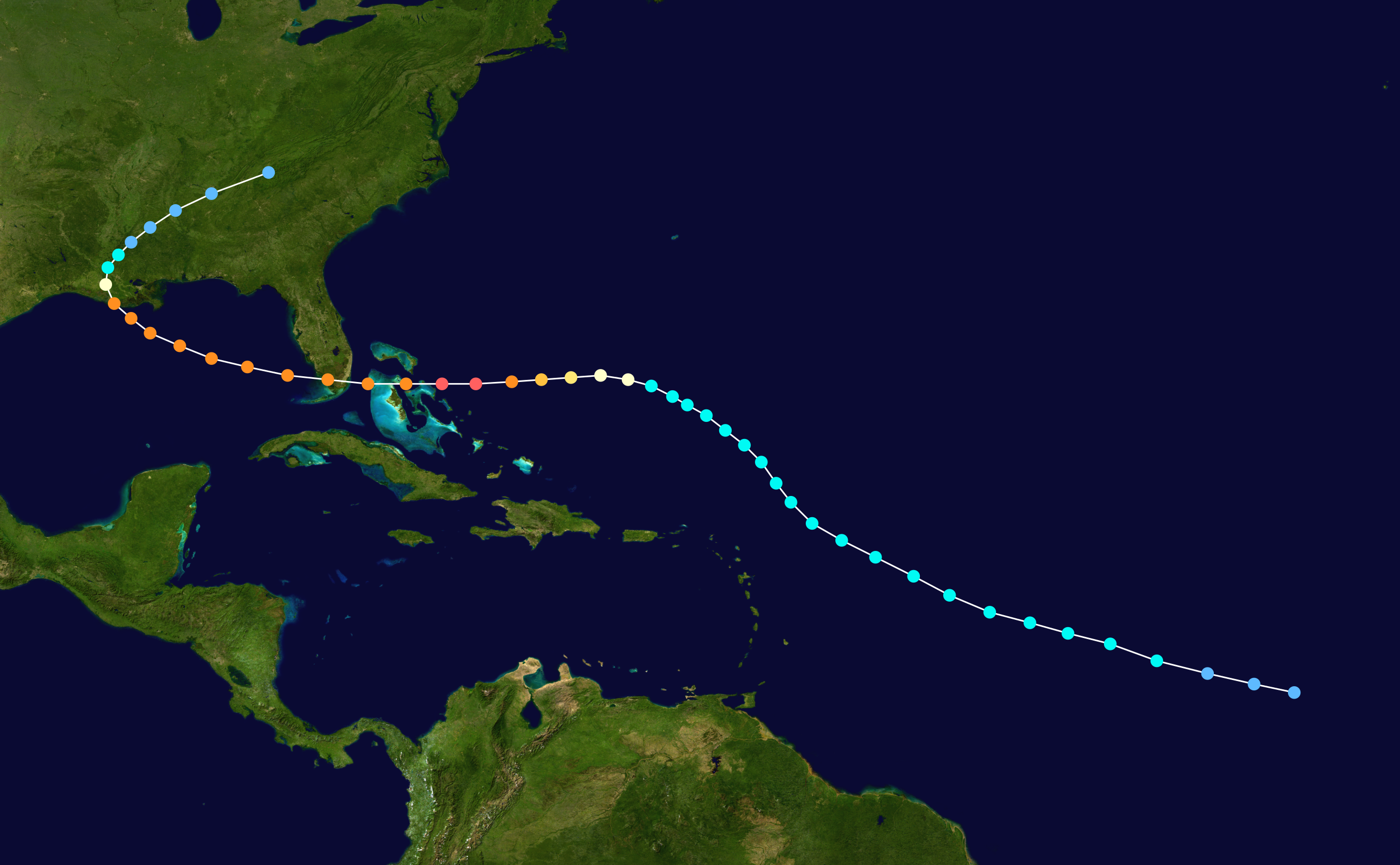
進路図

はじめは偏東風に乗って時速33kmで西北西に進んでいた。8月17日、トロピカルストーム・アンドリューと定義されたが、まだ乱気流の影響で発達は抑えられていた。8月18日になると局所性を保ったまま中心付近の風速は24m/sに発達し、その後進路を北西に変える。8月19日には航空観測も行われており、8月20日には航空高度において風速36m/sを維持していることを明らかにした。気圧の谷や、アメリカ南東部に位置した高気圧の影響で、アンドリューは再び進路を西に変える。8月22日早くにアンドリューに目が生まれ、バハマのナッソーの東南東1040kmの場所でハリケーンの状態（地上または海上での風速32.7m/s以上）になった。
アンドリューがハリケーンになって6時間後、フロリダ州のジュピターに45m/sの風を伴って上陸するとの予想が出された。その後急激に発達し、24時間で気圧は47hPaも低下して、8月22日遅くには中心気圧は922hPaとなった（最低気圧）。8月23日にはサファ・シンプソン・ハリケーン・スケールで「カテゴリー5」に分類された。同日18:00(UTC)にはバハマのエルーセラ島付近で風速は78m/sに達した。しかしハリケーンの大きさ（範囲）はむしろ小さく、風速35m/s以上の範囲は中心から半径150km以内であった。その後アンドリューはバハマ堆で勢力を弱め、8月24日01:00(UTC)には中心付近の風速67m/sの勢力でベリー諸島に直撃した。しかしフロリダ海峡を流れるメキシコ湾流で再び勢力を強め、風速75m/s、中心気圧926hPaの勢力でFlorida Keysを通過。その25分後に風速67m/sでフロリダ本土に初上陸した。
フロリダ上陸後はいくぶん勢力を弱めたものの目ははっきりと確認できる状態だった。フロリダ半島を4時間で横断し、風速60m/sの勢力でメキシコ湾に入った。ここで再び勢力を強め、8月25日遅くには風速65m/sとなった。8月26日08:30(UTC)には、ルイジアナ州Morgan Cityの西30kmの地点に再上陸した。その後は進路を北から東北に変え、急速に勢力を弱めて10時間後にトロピカルストーム（風速32.6m/s以下）に変わった。ミシシッピ州に入るとさらに勢力は弱まり、8月27日早く、トロピカルディプレッション（風速17.1m/s以下）になった。8月28日昼ごろにはアパラチア山脈に至り、熱帯低気圧の条件を満たさなくなった。

## 被害

### バハマ
アンドリューはカテゴリー5の状態でバハマを通過した。エレーセラ島では計器が壊れる前に62m/sの風速を記録している。また同島では7mの高潮を観測している。バハマでは4人が死亡、2.5億米ドルの被害が生じた。

### フロリダ

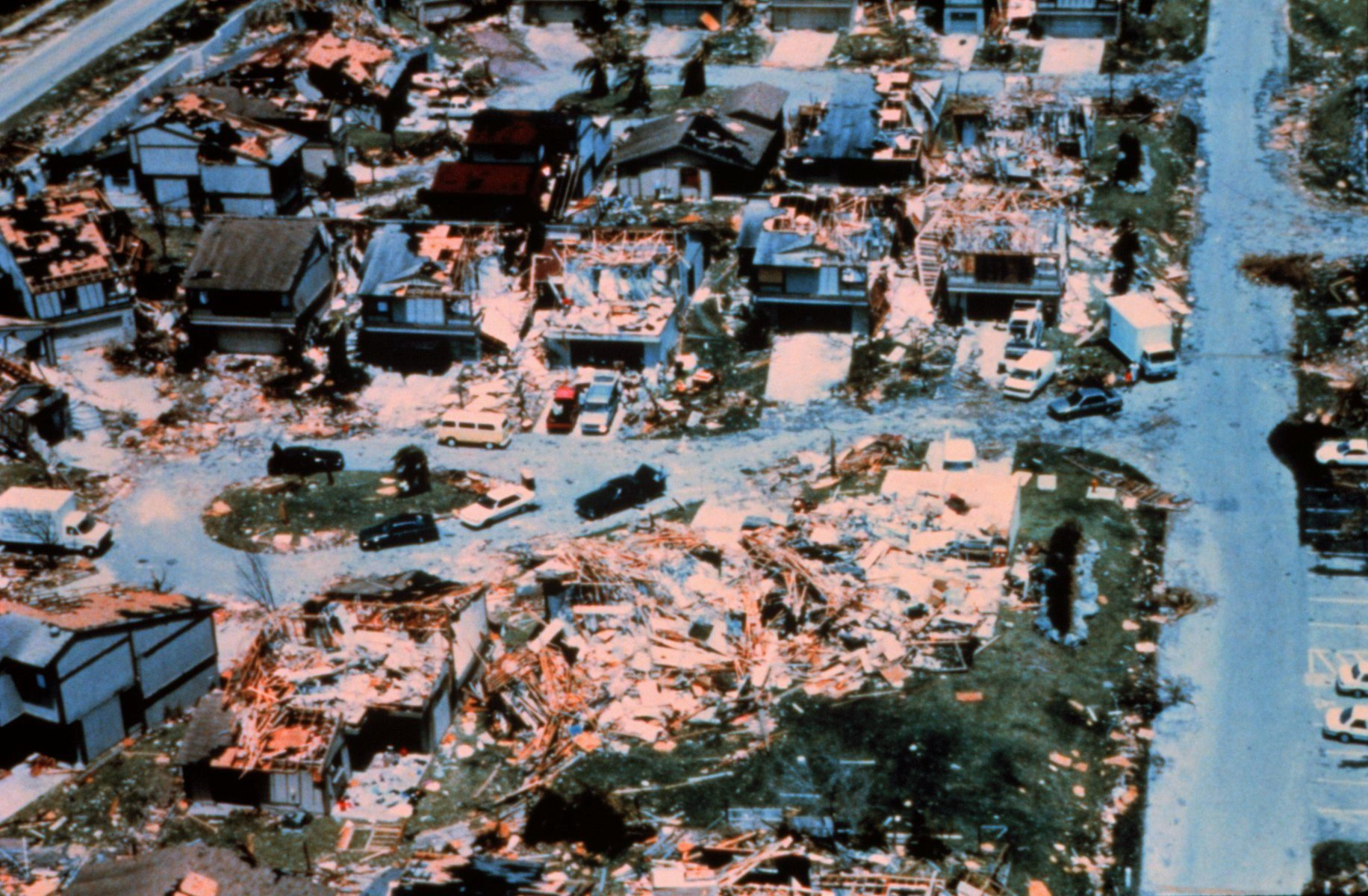
フロリダ州における被害

竜巻研究の権威である藤田哲也は、マイアミ南方のホームステッドの被害状況を調査した際、単に一方向から吹き続ける風というよりも竜巻のような風の渦によって大きな被害がもたらされたと結論付けた。また、フロリダ州では最大5.2mの高潮を生じた。ただしアンドリューは移動速度が速かったため、降水はフロリダ州南東部に限られた。
多くのハリケーンと異なり、フロリダは暴風によって被害が拡大した。フロリダ州の農業被害額は10.4億米ドルである。
フロリダ州南部のマイアミ・デイド郡では90%の家屋で屋根が損壊し、117,000戸が全壊ないし大きな損壊を受けた。
ターキー・ポイント原子力発電所では、貯水タンクや煙突を中心に9000万米ドルの被害が生じた。ただし原子炉建屋は風速115m/sの風にも耐えられるように建てられていたため被害はなかった。
アメリカ空軍のHomestead参謀空軍基地は、アンドリューの上陸地点に近かったこともあり完全閉鎖に追い込まれた。後に一部復旧し、予備の基地として利用されているが、航空機と隊員はイタリアのAviano空軍基地に移された。
9月6日にジョー・ロビー・スタジアムで行われる予定だったNFLのマイアミ・ドルフィンズ対ニューイングランド・ペイトリオッツの試合は延期された。

## その他
- 国際名Andrewは、この年限りで引退となった。代わりにAlexという国際名に変更となった。